# Halemba

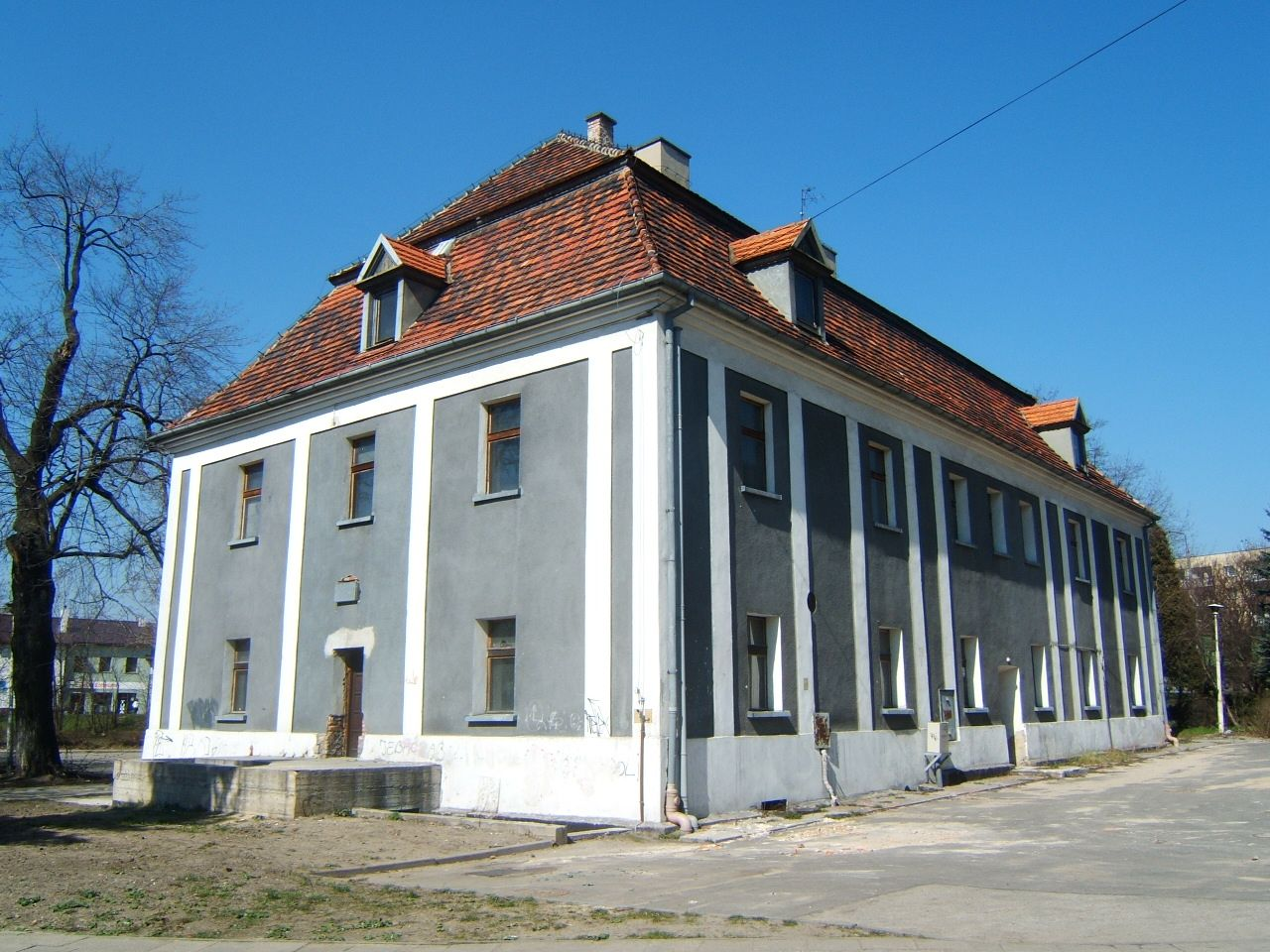
Pałacyk w Halembie przed remontem

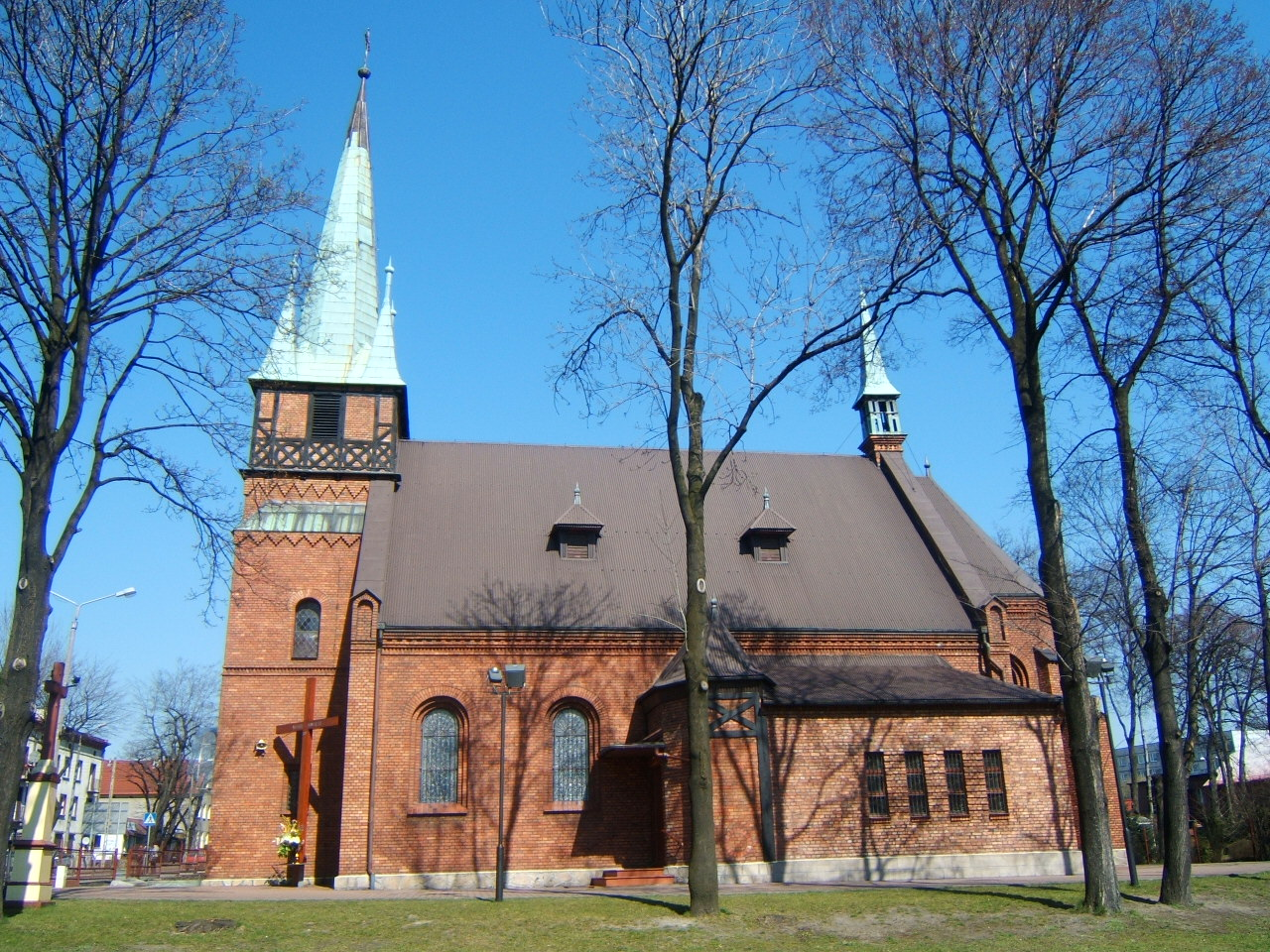
Kościół MB Różańcowej

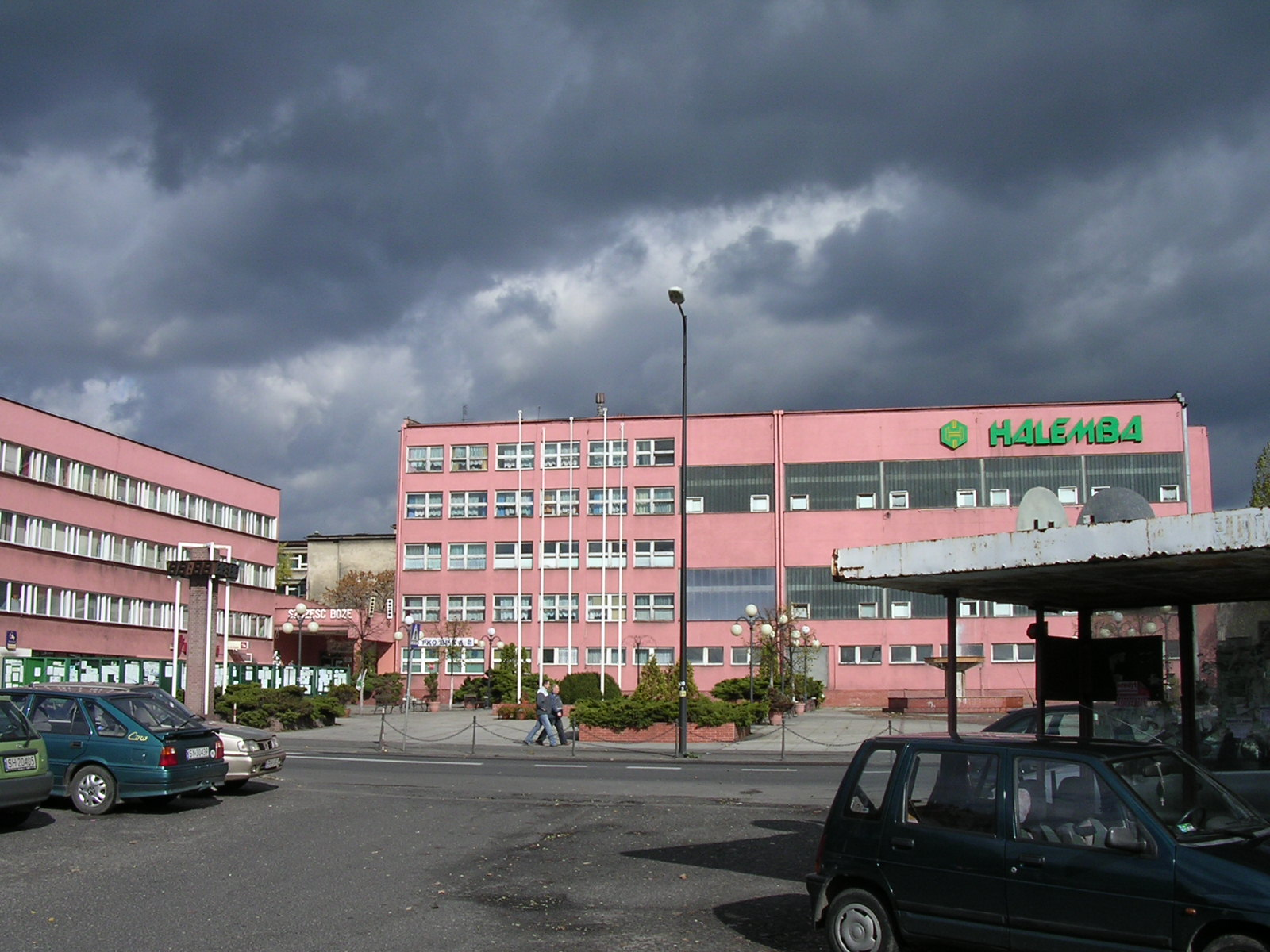
Kopalnia „Halemba”

Halemba (śl. Halymba) – dzielnica Rudy Śląskiej, do 1951 roku siedziba gminy Halemba. Według danych z 2006 roku Halembę zamieszkiwało 26 080 osób.

## Położenie
Halemba stanowi południową część miasta Ruda Śląska. Od północy i wschodu graniczy z jego dzielnicami: Bielszowicami, Wirkiem i Kochłowicami. Od południa sąsiaduje z miastem Mikołów, od wschodu z Katowicami, natomiast od zachodu z Zabrzem. Miejscowość stanowi część historycznego Górnego Śląska, geograficznie natomiast fragment Wyżyny Śląskiej. Przez Halembę przepływa rzeka Kłodnica, stanowiąca prawy dopływ Odry.

## Obszar
Obszar dzielnicy składa się z trzech historycznie różnych miejscowości:
- Halemby
- Kłodnicy (Klodnitz)
- Starej Kuźni (Althammer)[2].

Wszystkie osady swój początek wzięły w średniowieczu jako ośrodki wytopu rudy żelaza nad rzeką Kłodnicą. Halemba i Kłodnica znajdowały się po północnej stronie rzeki na terenie ziemi bytomskiej, natomiast Stara Kuźnia po południowej stronie, zaliczanej już do ziemi pszczyńskiej. Kłodnica oraz Stara Kuźnia zachowały do dziś rolniczy charakter, natomiast budowa w XX w. kopalni „Halemba” oraz osiedli robotniczych mocno przekształciła obraz Halemby, której podporządkowano pozostałe osady.

## Herb
W czasach pruskich Halemba, Kłodnica i Stara Kuźnia stanowiły odrębne gminy. Każda z nich posiadała własny herb:
- Halemba: naczynie z płynnym żelazem nad formą odlewniczą
- Kłodnica: ptak siedzący na gałązce
- Stara Kuźnia: grabie wbite w ziemię

## Historia

### Średniowiecze
Początki osadnictwa w Halembie przypadają na XV w. Teren ten należał wówczas do wsi Kochłowice. Nad rzeką Kłodnicą na południowo-zachodnim krańcu Kochłowic założono kuźnię żelaza. Z czasem wokół zakładu rozwinęła się osada kuźników, później folwark pański oraz gospodarstwa rolne chłopów. Od nazwiska jednego z mistrzów kuźniczych osada przybrała nazwę Halemba.
W źródłach historycznych pierwsza wzmianka o Halembie pochodzi z 15 lipca 1451 r. Wówczas Wacław I, książę cieszyński, wystawił w Bielsku dokument, w którym zastawił Stanisławowi Rudzkiemu za sumę 220 grzywien Kochłowice wraz z kuźnicą. Trzy dekady później kuźnica przeszła w zastaw Jana z Żerotina, co potwierdza dokument wystawiony w Bytomiu 24 czerwca 1481 r.
Z kolei po drugiej (południowej) stronie rzeki Kłodnicy w 1394 r. kuźnik Henryk otrzymał lasy, gdzie miał zbudować kuźnicę. W ten sposób zaczął się rozwój Starej Kuźni. W dokumencie sprzedaży dóbr pszczyńskich węgierskiemu magnatowi Aleksemu Thurzonowi, wystawionym przez Kazimierza II cieszyńskiego w języku czeskim we Frysztacie w dniu 21 lutego 1517 roku, wieś została wymieniona jako Kuznicze Nykowa. "Stara Kuźnica" musiała funkcjonować nieprzerwanie jeszcze długo po odsprzedaży przez Thurzonów ziemi pszczyńskiej, skoro jeszcze w końcu XIX w. pisząc o Halembie "Słownik geograficzny Królestwa Polskiego i innych krajów słowiańskich (...)" podawał, iż jest tu huta żelaza, zwana Thurzohütte.
Natomiast pierwszą wzmianka o Kłodnicy mówi o niejakim Piotrze z Kłodnicy. Wieś ta rozwijała się prawdopodobnie równolegle ze Starą Kuźnicą, choć obie wsie dzieliła rzeka oraz granica księstw, a później państw stanowych.

### Epoka nowożytna
W Halembie w 1718 r. uruchomiono drugi na Górnym Śląsku wielki piec opalany węglem drzewnym. Działał on aż do 1808 r. W latach 1836–1869 działał kolejny wielki piec przy hucie „Thurzo”. W czasach nowożytnych w Halembie istniał też folwark, należący do rodziny Henckel von Donnersmarck. W XVIII w. w miejscu drewnianego dworku stanął klasycystyczny pałac, istniejący do dziś.
Szkoła w Kuźni powstała w 1840 r. w drewnianej chałupie, kolejna w 1881 r., natomiast obecna szkoła nr 24 w 1914 r. Kolejną szkołę w Starej Kuźni zbudowano w 1879 r., a w 1904 r. otrzymała nowy budynek. Istniała do 1938 r. W Kłodnicy szkołę otwarto w 1908 r., natomiast 1939 uruchomiono nową szkołę.
Remiza strażacka powstała w Starej Kuźni w roku 1887, a w Kłodnicy w 1932 r.
Kościół pw. Matki Boskiej Różańcowej powstał w latach 1889–1890, a cmentarz założono w 1894 r.

### Dwudziestolecie międzywojenne
Po zakończeniu I wojny światowej Górny Śląsk stał się miejscem sporu za dalszą przynależnością tego terenu do dwóch państw: odrodzonej Polski i Niemiec. W marcu 1921 r. w plebiscycie w Kuźni padło 829 głosów za Polską i 176 za Niemcami, natomiast w Kłodnicy 228 głosów za Polską i 22 za Niemcami. Cały obszar dzisiejszej dzielnicy w 1922 r. przyłączono do Polski.

### II wojna światowa
W 1942 r. zaczęto budowę szybu „Godulla”, którą kontynuowano po wojnie. W ten sposób powstała kopalnia Halemba. Budowę elektrowni „Godulla” zaczęto w 1942 r. Inwestorem był koncern Schaffgotschów. Jednak budowę elektrowni zakończono dopiero po zakończeniu wojny.

### Po II wojnie światowej
Halembę, Starą Kuźnię i Kłodnicę połączono i jako Halemba przyłączono do Nowego Bytomia w 1951 r. Kilka lat później wraz z Nowym Bytomiem obszar ten włączono w 1959 roku jako jedną z dzielnic do Rudy Śląskiej.

## Zabytki

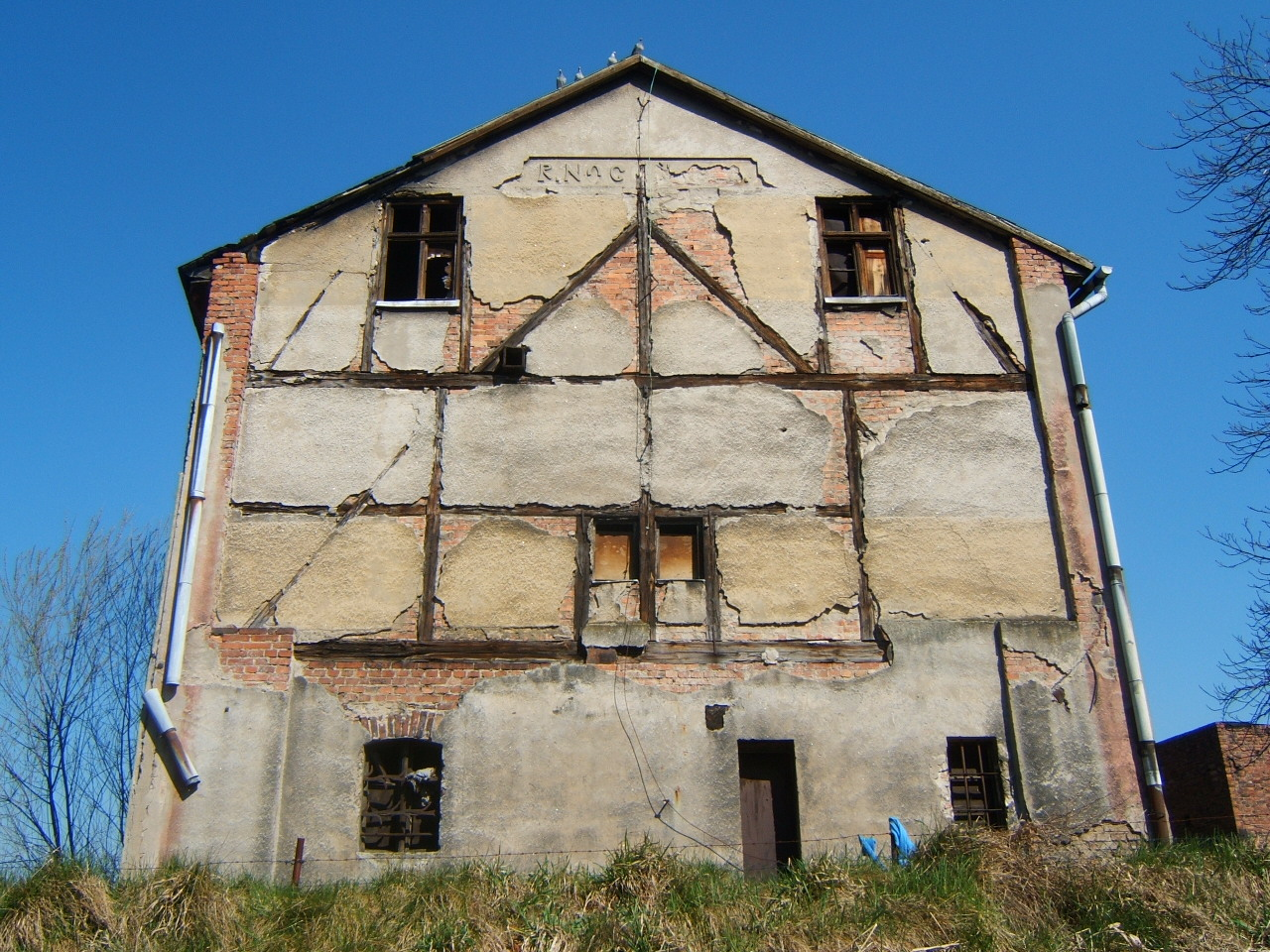
Młyn nad rzeką Kłodnicą

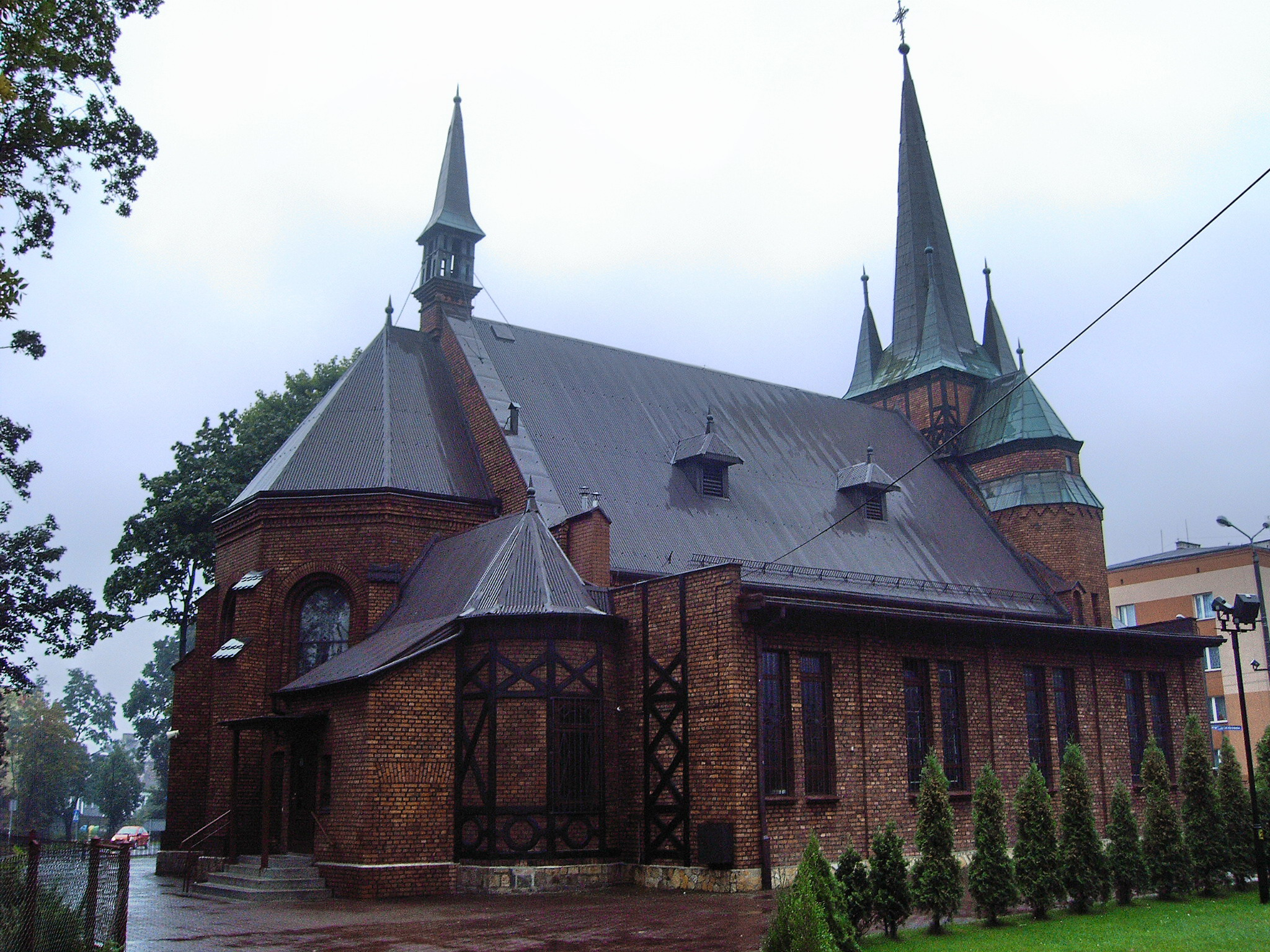
Kościół Matki Boskiej Różańcowej

- Pałacyk Donnersmarcków (poł. XVIII) – ul. 1 Maja 32

W miejscu tym już od XVII w. znajdował się folwark należący do właścicieli Halemby, rodziny Henckel von Donnersmarck. Obecny pałacyk powstał w połowie XVIII w. w miejscu wcześniejszego drewnianego. W I połowie XIX w. czasowo mieściła się w nim siedziba patrymonialnego sądu, od połowy XIX w. do 1924 r. była tu siedziba nadleśnictwa. W okresie Polski Ludowej mieścił się tu Młodzieżowy Klub Górniczy. W 2011 roku budynek został wyremontowany i przekazany Miejskiej Bibliotece Publicznej. Mieszczą się w nim obecnie Filia nr 18 Miejskiej Biblioteki Publicznej oraz Międzynarodowy Instytut Dialogu i Tolerancji im. Jana Karskiego.
Jest to piętrowy murowany klasycystyczny budynek. Posiada zwartą bryłę, którą nakrywa mansardowy dach z lukarnami. Skromną elewację zdobią pionowe lizeny. W części środkowej fasady przedniej znajduje się lekko wysunięty ryzalit zwieńczony tympanonem.
- Młyn nad rzeką Kłodnicą (XIX wiek?) – ul. Graniczna

Młyn w Halembie nad rzeką Kłodnicą istniał już w epoce nowożytnej. Potwierdzają to archiwalne mapy. Na rzece usypano groblę, która spiętrzała wodę tworząc staw młyński. Obecny budynek młyna powstał prawdopodobnie w II połowie XIX wieku. Jest to murowany budynek na planie prostokąta, o zwartej bryle, tynkowany, nakryty dwuspadowym dachem. W konstrukcji zastosowano tzw. szachulec. Pod zwieńczeniem dachu na ścianie południowej zachowała się w złym stanie inskrypcja: „R.NOCOŃ”. Użyte liternictwo wskazuje na początek XX wieku.
- Kościół Matki Boskiej Różańcowej (1890) – skrzyżowanie ulic Kłodnickiej i 1 Maja

Jest to najstarsza świątynia dzielnicy, powstała w końcu XIX wieku. Kościół został wzniesiony z cegły w tzw. Rundbogenstil (stylu arkadowym), będącym wczesną formą neogotyku, z elementami muru pruskiego (konstrukcja szachulcowa).

## Obecnie
Obecnie Halemba jest największą dzielnicą Rudy Śląskiej, zamieszkiwaną przez blisko 30 tys. mieszkańców. Pomiędzy Halembą a Wirkiem biegnie autostrada A4, krzyżująca się na granicy tych dzielnic z ulicą 1 Maja (DW925), tworząc węzeł Wirek.
Sama Halemba dzieli się na mniejsze jednostki. Halemba I (nazywana również Starą Halembą) określa się na tereny położone wokół Kościoła Matki Boskiej Różańcowej, na północ od rzeki Kłodnicy. Halemba II to z kolei głównie nowoczesne osiedla zabudowane blokami mieszkalnymi, położone na południe od Kłodnicy. W granicach administracyjnych Halemby znajdują się także Kłodnica oraz Stara Kuźnia.
W Halembie funkcjonuje park wodny Aquadrom.

## Sport
- Grunwald Ruda Śląska
  - Grunwald Ruda Śląska (piłka nożna)
  - Grunwald Ruda Śląska (piłka ręczna)
- Stowarzyszenie Rekreacyjno-Sportowe „Gwiazda”
- Katolicki Parafialny Klub Sportowy Halemba (siatkówka, akrobatyka sportowa)
- TL (Towarzystwo Lekkoatletyczne) „Pogoń” Ruda Śląska w Halembie
- Śląski Klub Techniki Modelarskiej w Halembie
- MKS Astra Halemba

## Literatura
- Brzezina Alojzy, Marszałek Eugeniusz, Ratka Antoni, Steuer Antoni, Halemba. Historia i teraźniejszość parafii Matki Boskiej Różańcowej, Ruda Śląska 1997.
- Dworak Jan Stefan, Halemba (1394-1950), mps., Ruda Śląska 1977.
- Hanke Witold, Dzieje parafii Bożego Narodzenia, Katowice 1998.
- Koziełek Alojzy, Kochłowice i Kłodnica, Nowa Wieś, Bykowina, Halemba oraz Stara Kuźnia, mps., Kochłowice 1945.
- Musioł Ludwik, Kochłowice. Z dziejów gminy i parafii, mps., 1964, s. 189.
- Świtała-Trybek Dorota, W halembskim młynie Kłodniczka płynie, Ruda Śląska 2004.